# Marj Elzohur
Marj Elzohur (tiếng Ả Rập: مرج الزهور) là một ngôi làng Syria nằm ở Jisr al-Shughur Nahiyah ở huyện Jisr al-Shughur, Idlib. Theo Cục Thống kê Trung ương Syria (CBS), Marj Elzohur có dân số 1667 trong cuộc điều tra dân số năm 2004.